# Championnat de Pologne féminin de football 2023-2024
Navigation
Édition précédente Édition suivante
Le championnat de Pologne féminin de football 2023-2024 est la 45e édition de la première division de football féminin en Pologne. 
Le championnat commence le 19 août 2023 et se termine le 9 juin 2024, les équipes s'affrontent deux fois (2 fois 11 matchs).
Le GKS Katowice est le champion en titre, le club remporte cette saison la Coupe de Pologne et termine à égalité de points en championnat avec le Pogoń Szczecin mais celui-ci le devance à la différence de buts et remporte son premier titre de champion de Pologne profitant de la défaite lors de la dernière journée des joueuses de Katowice.

## Compétition
| Rang | Équipe                 | Pts | J  | G  | N | P  | Bp | Bc | Diff |
| ---- | ---------------------- | --- | -- | -- | - | -- | -- | -- | ---- |
| 1    | Pogoń Szczecin         | 51  | 22 | 16 | 3 | 3  | 63 | 16 | +47  |
| 2    | GKS Katowice T C       | 51  | 22 | 16 | 3 | 3  | 50 | 17 | +33  |
| 3    | Czarni Sosnowiec       | 46  | 22 | 14 | 4 | 4  | 55 | 22 | +33  |
| 4    | UKS SMS Łódź           | 44  | 22 | 13 | 5 | 4  | 47 | 19 | +28  |
| 5    | APLG Gdańsk            | 35  | 22 | 11 | 2 | 9  | 30 | 29 | +1   |
| 6    | Górnik Łęczna          | 31  | 22 | 9  | 4 | 9  | 34 | 29 | +5   |
| 7    | Śląsk Wrocław          | 31  | 22 | 9  | 4 | 9  | 41 | 36 | +5   |
| 8    | Pogoń Tczew            | 22  | 22 | 6  | 4 | 12 | 29 | 65 | -36  |
| 9    | Rekord Bielsko-Biala P | 19  | 22 | 5  | 4 | 13 | 23 | 41 | -18  |
| 10   | Stomilanski Olsztyn P  | 16  | 22 | 5  | 1 | 16 | 15 | 54 | -39  |
| 11   | AZS UJ Cracovie        | 15  | 22 | 3  | 6 | 13 | 26 | 46 | -20  |
| 12   | Medyk Konin            | 14  | 22 | 4  | 2 | 16 | 24 | 63 | -39  |

| Légende : Qualifications et relégations | Légende : Qualifications et relégations                                                      |
| --------------------------------------- | -------------------------------------------------------------------------------------------- |
|                                         | Ligue des champions féminine de l'UEFA 2024-2025 (tour de qualification)                     |
|                                         | Relégation en 2e division                                                                    |
|                                         | (T) : Tenant du titre 2022-2023 (C) : Vainqueur de la Coupe de Pologne 2023-2024 (P) : Promu |